# Публий Салвий Юлиан (юрист)
Луций Октавий Корнелий Публий Салвий Юлиан Емилиан (на латински: Lucius Octavius Cornelius Publius Salvius Iulianus Aemilianus; * 108 г.) e политик и юрист на Римската империя през 2 век.

## Биография
Юлиан произлиза от Hadrumetum (Сус) в Африка. По времето на император Адриан той е квестор и народен трибун. Около 138 г. става претор. От 141 до 147 г. той е ерарпрефект (praefectus aerarii Saturni item Militaris).
През 148 г. той е редовен консул заедно с Гай Белиций Калпурний Торкват. През 151/152 г. става легат на Долна Германия, след това 161 – 164 г. легат на Близка Испания. През 167/168 г. той е проконсул на Африка. Юлиан вероятно е също praefectus urbi. Той е в колегията квиндецимвири (Quindecimviri sacris faciundis) и е също понтифекс.
Неговият син Публий Салвий Юлиан е консул през 175 г.
Юлиан е приятел с Марк Аврелий и Луций Вер. Той е юридически писател и respondent. Написал e 90 libri digesta, които се намират в дигестите на Юстиниан I. Неговите разрешения на проблеми са и днес още валидни. Юлиан е най-значимият римски юрист на всички времена.